# Henriquea spinigera
Henriquea spinigera is een hooiwagen uit de familie Assamiidae.